# Ракетна програма України

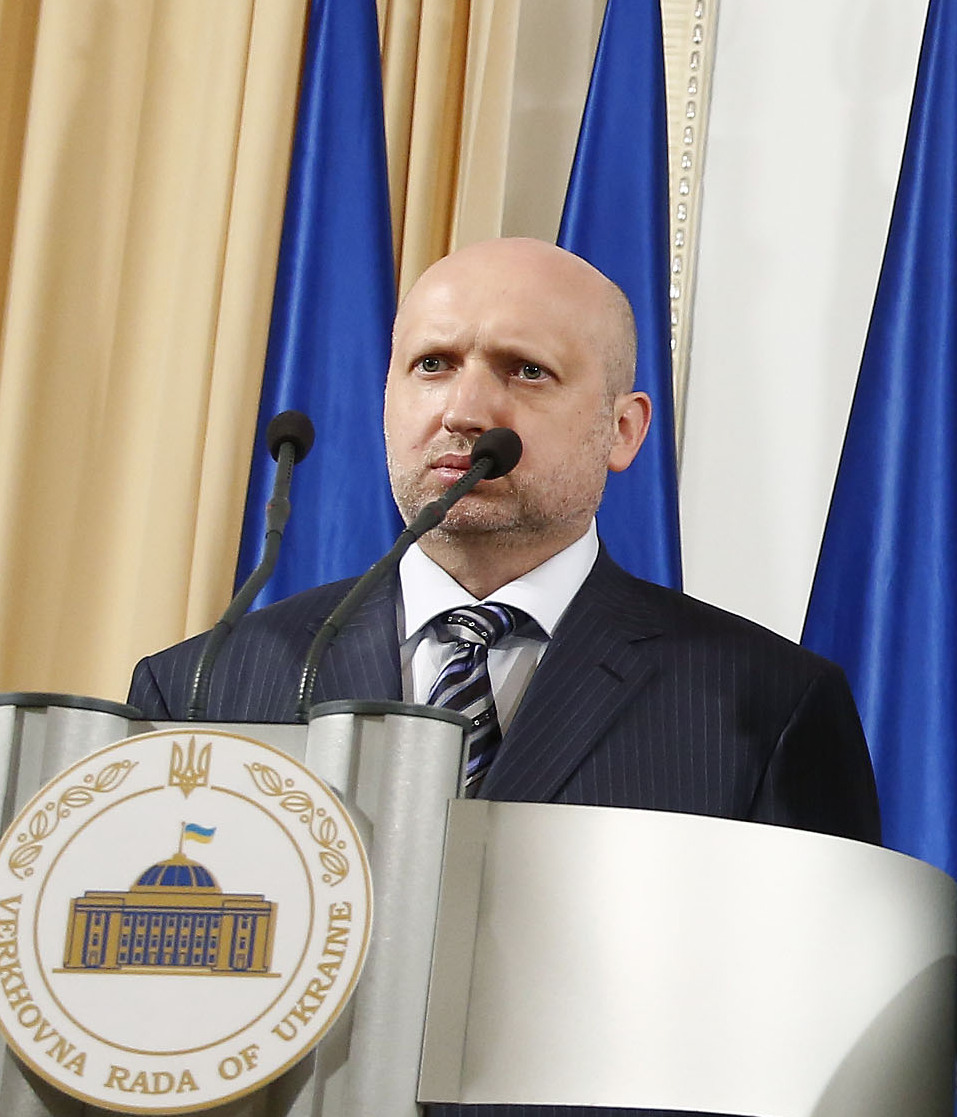
Секретар РНБО України Олександр Турчинов

Ракетна програма України — комплекс відновлювальних дій щодо ракетного потенціалу України. Активно впроваджується й розроблюється після початку військової агресії Росії. Є стратегічним чинником до військової безпеки України після втрати ядерного статусу України.

## Історія
У зв'язку з виходом на початку лютого 2019 року Росії та США з Угоди про ліквідацію ракет середньої та малої дальності від 1987 року через порушення її Росією, Україна звільняється від певних зобов'язань і це дає їй право створювати сучасні ефективні системи озброєння для самозахисту, в тому числі ракетні комплекси великої дальності.

### Розрив Договору про ліквідацію ракет середньої та малої дальності
6 березня на засіданні РНБО Президент України Петро Порошенко висловив чітку позицію України щодо підтримки США у їхньому рішенні про вихід з Договору про ліквідацію ракет середньої та малої дальності (ДРСМД). В умовах порушення Російською Федерацією положень договору, американська сторона скористалась ст. XV Договору, яка дозволяє вихід з нього у порядку здійснення державного суверенітету, у разі виникнення виняткових обставин, що поставили під загрозу її вищі інтереси. Оскільки Верховна Рада України ніколи не ратифікувала зазначену угоду, Україна неухильно дотримувалась положень ДРСМД фактично на добровільній основі. У цьому зв'язку, факт порушення положень Договору Росією, яка є його повноцінною стороною, є особливо обурливим. Указом президента РФ від 4 березня 2019 року про тимчасову зупинення участі в ДРСМД Москва черговий раз довела, що цинічність є основним принципом державної політики РФ. Адже саме грубі неодноразові порушення РФ цього Договору і призвели до його розпаду. Україна спільно з американськими партнерами засудила розробку та випробування РФ балістичної ракети РС-26 «Рубеж» на дальність близько 2200 км, а також розширення бойових можливостей оперативно-тактичного ракетного комплексу «Іскандер-М», зокрема через модернізацію крилатих ракет, що входять до його складу. Саме «Іскандер-М» був зафіксований під час військових навчань на окупованій території України в Автономній Республіці Крим. Потенційний військовий тиск РФ на європейських членів НАТО через вихід з ДРСМД, метою якого є встановлення тотального контролю Москви над широким регіоном від Балтії до Середземного моря, створює серйозну загрозу всьому європейському континенту. Україна залишає за собою право створювати збройні системи, необхідні для забезпечення своєї обороноздатності, у тому числі відповідне ракетне озброєння.
11 березня 2019 року Президент України Петро Порошенко, під час відвідування 95-ї окремої десантно-штурмової бригади на Житомирщині, заявив, що Україна вже має успіхи у зміцненні обороноздатності і поставив завдання оборонній промисловості працювати над створенням високоточної ракетної зброї підвищеного радіуса дії.
У квітні 2019 року стало відомо, що вже виготовлено 2 дослідні зразки ОТРК. Один в рамках іноземного замовлення від Саудівської Аравії, а другий для Збройних сил України.
Королівство Саудівська Аравія, що і є іноземним замовником, готується до випробувань ОТРК RAAD-2 («Грім-2») восени 2019 року, а надходження на озброєння очікується з 2022 року.
12 квітня 2019 року Головний конструктор і Генеральний директор КБ «Південне» Олександр Дегтярьов під час урочистостей з 65-річного ювілею підприємства повідомив, що КБ «Південне» розробляє близько десяти проєктів розвитку бойової ракетної та реактивної техніки на потреби Збройних сил України.

### Протиповітряна оборона
В ході Міжнародної виставки «Зброя та Безпека — 2019» КБ «Південне» презентувало проєкт власного зенітного ракетного комплексу (ЗРК). Згодом восени 2019 року стало відомо, що Україна та Туреччина планують спільно створити новий зенітно-ракетний комплекс середньої дальності.

## Випробування
Ракетні війська України регулярно здійснюють військові випробування ракет. Своєю чергою Росія реагує на це критично й застосовує дипломатичний тиск із погрожуванням удару у відповідь у випадку загострення ситуації. Секретар РНБО України Олександр Турчинов коментує це так:

| Сьогодні, незважаючи на істерику Росії, на погрози застосувати ракетну зброю проти нас, ми провели військові навчання з випробувальними запусками керованих ракет середньої дальності. І що важливо, ми це зробили відповідно до затвердженого плану, у заздалегідь визначений час і в заявленому публічно місці. Ракети потрапили у заплановані цілі. |
Спеціально для виконання та випробування ракетної програми облаштовано військовий полігон.
30 січня 2018 року були успішно здійснені перші льотні випробування ПКР «Нептун»
17 серпня 2018 року на півдні Одеської області відбувся черговий етап випробувань української крилатої ракети, на яких був присутній Секретар Ради національної безпеки і оборони України Олександр Турчинов. Випробування української крилатої ракети Нептун виявилися успішними. Під час них було точно вражено морську ціль на відстані 100 км.
Максимальна ж дальність польоту ракети становить до 300 км.
21 травня 2019 року в Одеській області стартували випробування вітчизняних ракетних комплексів типу «Вільха» та «Нептун». Розпочався підготовчий етап — відбуваються випробування систем на суходолі та підготовка до самих пусків з 22 по 24 травня 2019-го року. За програмою випробувань відбудуться чергові пуски ракетного комплексу «Вільха-М», а також «Вільха-Р», деталі про які наразі не повідомляється. Окрім них очікуються польоти ракетного комплексу РК-360МЦ «Нептун» з голівкою самонаведення (ГСН).
23 травня 2019 року на Тарутинському військовому полігоні в Одеській області відбувся черговий етап випробувань українських ракет комплексу «Вільха». Відбулися пуски ракет підвищеної дальності «Вільха–М» та ракет з касетною бойовою частиною «Вільха–Р». Державні випробування комплексів «Вільха-М» та «Вільха-Р» заплановані на серпень-жовтень 2019 року.
1 листопада 2019 року в ході випробування ракет С-125 по надводним цілям плавучий склад «Золотоноша» був використаний як мішень й затоплений двома ракетами, чим було доведено використання комплексу, як протикорабельного.

## Потенціал
Україна має все необхідне для виробництва ракет — у тому числі розробку корпусу, бойової частини, пускової установки і системи управління, тверде ракетне паливо. Потенціал виробництва у тому, що Україна виробляє всі складові бойових ракет, що у свою включає повний цикл виробництва. .

## Проєкти та розробка
| Назва           | Розробка                                                  | Розробка            | Випробування           | Розробник                                     | Прийняття на озброєння | Зображення | Тип платформи                                            | Тип ракети |
| Назва           | Початок розробки                                          | Завершення розробки | Випробування           | Розробник                                     | Прийняття на озброєння | Зображення | Тип платформи                                            | Тип ракети |
| --------------- | --------------------------------------------------------- | ------------------- | ---------------------- | --------------------------------------------- | ---------------------- | ---------- | -------------------------------------------------------- | --- |
| БРОТК «Сапсан»  | 2009                                                      | 2013                | проект згорнуто        | КБ «Південне», Південний машинобудівний завод | проект відновлено      |            | самохідна пускова установка                              | одноступенева балістична ракета з неядерною ГЧ; зенітна ракета дальнього радіусу; протикорабельна ракета середнього радіусу дії |
| ОТРК «Грім-2»   | 1994 (перші напрацювання)2013 (проект комплексу «Грім-2») | 2016                | з 2016                 | КБ «Південне»                                 | Червень 2025 року      |            | самохідна пускова установка                              | одноступенева балістична ракета з неядерною ГЧ                                                                                  |
| РК «Вільха»     | 2016                                                      | 2018                | 2016—18                | КБ «Луч»                                      | жовтень 2018           |            | самохідна пускова установка                              | керована ракета |
| Р-360 «Нептун»  | 2015                                                      | 2016                | з 2016                 | КБ «Луч»                                      | 2020                   |            | системи наземного, повітряного та корабельного базування | протикорабельна крилата ракета                                                                                                  |
| КР «Коршун-2»   | невідомо                                                  | 2014                | невідомо               | КБ «Південне»                                 | невідомо               |            | системи наземного, повітряного та корабельного базування | крилата ракета |
| «Корал»         |                                                           | 2017                |                        | КБ «Луч»                                      |                        |            |                                                          | зенітна ракета |
| АКР «Блискавка» | невідомо                                                  |                     |                        | КБ «Південне»                                 |                        |            | бомбардувальник Су-24М                                   | крилата ракета |
| Тайфун          | 2015                                                      |                     | 2019 — 2020 (Тайфун-1) | КБ «Південне»                                 | 2020 (Тайфун-1)        |            | РСЗВ «Град», «Верба» і «Берест»                          | реактивний снаряд |